# Hyetussa
Genre
Synonymes
- Mica Petrunkevitch, 1925 nec Budde-Lund, 1908
- Micalula Strand, 1932
- Bredana Gertsch, 1936

Hyetussa est un genre d'araignées aranéomorphes de la famille des Salticidae.

## Distribution
Les espèces de ce genre se rencontrent en Amérique du Sud.

## Liste des espèces
Selon World Spider Catalog (version 18.5, 12/12/2017) :
- Hyetussa aguilari Galiano, 1978
- Hyetussa alternata (Gertsch, 1936)
- Hyetussa andalgalaensis Galiano, 1976
- Hyetussa complicata (Gertsch, 1936)
- Hyetussa cribrata (Simon, 1901)
- Hyetussa longithorax (Petrunkevitch, 1925)
- Hyetussa mesopotamica Galiano, 1976
- Hyetussa secta (Mello-Leitão, 1944)
- Hyetussa sergipe Bustamante & Ruiz, 2017
- Hyetussa simoni Galiano, 1976
- Hyetussa tremembe Bustamante & Ruiz, 2017

## Publication originale
- Simon, 1902 : Description d'arachnides nouveaux de la famille des Salticidae (Attidae) (suite). Annales de la Société Entomologique de Belgique, vol. 46, p. 24-56 & 363-406 (texte intégral).